# Zielonki
Zielonki è un comune rurale polacco del distretto di Cracovia, nel voivodato della Piccola Polonia.
Ricopre una superficie di 48,4 km² e nel 2004 contava 15 408 abitanti.